# Hydrocolus oblitus
Hydrocolus oblitus är en skalbaggsart som först beskrevs av Aubé 1838.  Hydrocolus oblitus ingår i släktet Hydrocolus och familjen dykare. Inga underarter finns listade i Catalogue of Life.